# SPOUT1
SPOUT1 (англ. SPOUT domain containing methyltransferase 1) – білок, який кодується однойменним геном, розташованим у людей на 9-й хромосомі. Довжина поліпептидного ланцюга білка становить 376 амінокислот, а молекулярна маса — 42 009.
| 10         |  | 20         |  | 30         |  | 40         |  | 50         |
| ---------- |  | ---------- |  | ---------- |  | ---------- |  | ---------- |
| MAERGRKRPC |  | GPGEHGQRIE |  | WRKWKQQKKE |  | EKKKWKDLKL |  | MKKLERQRAQ |
| EEQAKRLEEE |  | EAAAEKEDRG |  | RPYTLSVALP |  | GSILDNAQSP |  | ELRTYLAGQI |
| ARACAIFCVD |  | EIVVFDEEGQ |  | DAKTVEGEFT |  | GVGKKGQACV |  | QLARILQYLE |
| CPQYLRKAFF |  | PKHQDLQFAG |  | LLNPLDSPHH |  | MRQDEESEFR |  | EGIVVDRPTR |
| PGHGSFVNCG |  | MKKEVKIDKN |  | LEPGLRVTVR |  | LNQQQHPDCK |  | TYHGKVVSSQ |
| DPRTKAGLYW |  | GYTVRLASCL |  | SAVFAEAPFQ |  | DGYDLTIGTS |  | ERGSDVASAQ |
| LPNFRHALVV |  | FGGLQGLEAG |  | ADADPNLEVA |  | EPSVLFDLYV |  | NTCPGQGSRT |
| IRTEEAILIS |  | LAALQPGLIQ |  | AGARHT     |  |            |  |            |

A: Аланін

C: Цистеїн

D: Аспарагінова кислота

E: Глутамінова кислота

F: Фенілаланін

G: Гліцин

H: Гістидин

I: Ізолейцин

K: Лізин

L: Лейцин

M: Метіонін

N: Аспарагін

P: Пролін

Q: Глутамін

R: Аргінін

S: Серин

T: Треонін

V: Валін

W: Триптофан

Кодований геном білок за функціями належить до трансфераз, метилтрансфераз. 
Задіяний у таких біологічних процесах, як клітинний цикл, поділ клітини, мітоз. 
Локалізований у цитоплазмі, цитоскелеті, хромосомах, центромерах, кінетохорі.